# No Creo
"No Creo" (tiếng Việt: "I Don't Believe") là đĩa đơn của ca sĩ người Colombia Shakira, trích từ album phòng thu thứ hai của cô,  Dónde Están los Ladrones?.